# День екологічного боргу

Графік зміни днів екоборгу Землі

День екологічного боргу (День екоборгу) — день настає тоді, коли кількість використаних ресурсів перевищує той обсяг, який Земля здатна відновити за рік.
Цей день визначає науково-дослідча організація «Глобальна мережа екологічного сліду» (Global Footprint Network, GFN), яка запропонувала його в 1987 році.
За дослідженнями цієї організації у 1961 році людство використало тільки дві третини потенціалу Землі. Вперше екологічний борг був зафіксований 29 грудня 1970 року. Це означало, що людство в загальному за 1970 рік спожило більше ресурсів, ніж дала за цей час Земля.
Автори проєкти зазначають: «Перевищення стає можливим, тому що ми виснажуємо наш природний капітал — що ставить під загрозу майбутню ресурсну безпеку людства. Ціна цього глобального екологічного марнотратства стає все більш очевидною — вона проявляється в знелісненні, ерозії ґрунтів, втраті біорозмаїття, накопичення вуглекислого газу в атмосфері. Останнє веде до змін клімату та більш частих екстремальних погодних умов»..
У 1987 році, коли почалося відзначення цього дня, він припав на 19 грудня. У наступні роки цей день наступав все раніше, за невеликими винятками. Так у 1997 році цей день припав на 1 листопада, у 2007 році — на 21 серпня, у 2016 році — на 8 серпня, у 2017 році — на 2 серпня, у 2018 році — 1 серпня, у 2019 році — 29 липня, у 2020 році - 22 серпня (пізніше через вплив пандемії COVID-19 на навколишнє середовище), у 2021 році знову 29 липня. У 2022 році день наступив 28 липня (найраніша дата).
Якщо така тенденція збережеться, то у 2030 році потрібно буде вже дві такі Землі для забезпечення потреб людства.
Цей день наступає для кожної країни в різні дні. Є країни, зокрема Індія, які споживають менше ресурсів, ніж отримують від природи.
Найраніше день екологічного боргу наступив у 2017 році в Люксембурзі (17 лютого), Катарі (19 лютого) і Австралії (12 березня). У 2018 році — у Катарі (9 лютого), Люксембурзі (19 лютого), ОАЕ (4 березня). Це пояснюється високою щільністю населення і дефіцитом природних ресурсів. Україна вичерпала свої природні ресурси у 2017 році вже до 12 липня, а 2018 році — 27 липня.